# Malemia
Malemia is een plaats in het district Zomba van Malawi, ruwweg 70 km ten noordnoordoosten van Blantyre.
Joyce Banda, de voormalige president van Malawi (2012-2014), groeide op in Malemia.

## Geboren
- Joyce Banda (1950), president van Malawi (2012-2014)